# Baishi Shuiku (reservoar i Kina, Zhejiang)
Baishi Shuiku (kinesiska: 白石水库) är en reservoar i Kina. Den ligger i provinsen Zhejiang, i den östra delen av landet, omkring 250 kilometer söder om provinshuvudstaden Hangzhou. Baishi Shuiku ligger 32 meter över havet. Arean är 0,32 kvadratkilometer. Trakten runt Baishi Shuiku består till största delen av jordbruksmark. Den sträcker sig 0,6 kilometer i nord-sydlig riktning, och 1,3 kilometer i öst-västlig riktning.
Genomsnittlig årsnederbörd är 2 185 millimeter. Den regnigaste månaden är juni, med i genomsnitt 368 mm nederbörd, och den torraste är januari, med 71 mm nederbörd.